# Closer to the Edge Tour
Tournées par Thirty Seconds to Mars
Into the Wild Tour
(2010) Love, Lust, Faith and Dreams Tour
(2013-2014)
Le Closer to the Edge Tour est la sixième tournée du groupe américain Thirty Seconds to Mars. C'est une tournée internationale. La tournée a débuté le 10 janvier 2011, à Glendale, et s'est terminée le 30 novembre 2011 à Anvers. Les premières parties des dates françaises de novembre 2011 (excepté le 11 novembre au Zénith de Paris) ont été assurées par le groupe anglais White Lies.

## Dates et lieux des concerts
| Amérique du Nord |                     |                    |                                         |
| 10 janvier 2011  | Glendale            | États-Unis         | BCS Championship Game                   |
| 11 janvier 2011  | San Diego           | États-Unis         | House of Blues                          |
| 12 janvier 2011  | San Diego           | États-Unis         | House of Blues                          |
| 14 janvier 2011  | Pomona              | États-Unis         | The Fox Theater                         |
| 16 janvier 2011  | Davis               | États-Unis         | Freeborn Hall                           |
| 18 janvier 2011  | Seattle             | États-Unis         | Paramount Theater                       |
| 21 janvier 2011  | Denver              | États-Unis         | Fillmore                                |
| 23 janvier 2011  | Dallas              | États-Unis         | House of Blues                          |
| 24 janvier 2011  | Dallas              | États-Unis         | House of Blues                          |
| 25 janvier 2011  | Austin              | États-Unis         | Music Hall                              |
| 26 janvier 2011  | Houston             | États-Unis         | Verizon Wireless Theater                |
| 28 janvier 2011  | Atlanta             | États-Unis         | The Tabernacle                          |
| 30 janvier 2011  | Louisville          | États-Unis         | Expo Five                               |
| 31 janvier 2011  | Richmond            | États-Unis         | The National                            |
| 2 février 2011   | Niagara Falls       | États-Unis         | The Rapids Theatre                      |
| 3 février 2011   | Rochester           | États-Unis         | Armory                                  |
| 4 février 2011   | New York            | États-Unis         | Northern Lights                         |
| 5 février 2011   | Wallingford         | États-Unis         | Oakdale                                 |
| Amérique du Sud  |                     | États-Unis         |                                         |
| 8 février 2011   | Mexico              | Mexique            | Vive Cuervo Salón                       |
| 9 février 2011   | Mexico              | Mexique            | Vive Cuervo Salón                       |
| Océanie          |                     |                    |                                         |
| 26 février 2011  | Brisbane            | Australie          | RNA Showgrounds                         |
| 27 février 2011  | Sydney              | Australie          | Eastern Creek Raceway                   |
| 4 mars 2011      | Melbourne           | Australie          | Melbourne Showgrounds                   |
| 5 mars 2011      | Adélaïde            | Australie          | Bonython Park                           |
| 7 mars 2011      | Perth               | Australie          | Steel Blue Oval                         |
| Asie             |                     |                    |                                         |
| 10 mars 2011     | Mascate             | Oman               | Muscat sultanate of Oman                |
| 11 mars 2011     | Émirats arabes unis | Abou Dabi          | Île de Yas                              |
| Amérique du Sud  |                     |                    |                                         |
| 27 mars 2011     | São Paulo           | Brésil             | SBC Hall                                |
| 29 mars 2011     | Rio de Janeiro      | Brésil             | Brazil Rio Vivo Rio                     |
| 1er avril 2011   | Buenos Aires        | Argentine          | Luna Park                               |
| 3 avril 2011     | Santiago            | Chili              | Lollapalooza                            |
| 6 avril 2011     | Bogota              | Colombie           | Palacio de los Deportes                 |
| Amérique du Nord |                     |                    |                                         |
| 8 avril 2011     | San Jose            | États-Unis         | Event Center                            |
| 9 avril 2011     | Los Angeles         | États-Unis         | CA Gibson Amphitheatre                  |
| 12 avril 2011    | Colorado            | États-Unis         | Springs Colorado Auditorium             |
| 14 avril 2011    | Chicago             | États-Unis         | Aragon Ballroom                         |
| 15 avril 2011    | Kenosha             | États-Unis         | Tarble Athletic Center Carthage College |
| 16 avril 2011    | Détroit             | États-Unis         | The Fillmore                            |
| 17 avril 2011    | Champaign           | États-Unis         | University de l'Illinois                |
| 20 avril 2011    | Indiana             | États-Unis         | Indiana University of Pennsylvania      |
| 22 avril 2011    | Raleigh             | États-Unis         | Raleigh Amphitheatre                    |
| 23 avril 2011    | Orlando             | États-Unis         | Universal Studios Florida               |
| 27 avril 2011    | Washington          | États-Unis         | Patriot Center                          |
| 29 avril 2011    | East Rutherford     | États-Unis         | New Meadowlands Stadium                 |
| 30 avril 2011    | Camden              | États-Unis         | Susquehanna Bank Center                 |
| 1er mai 2011     | Boston              | États-Unis         | Agganis                                 |
| 3 mai 2011       | Montréal            | Canada             | Métropolis                              |
| 5 mai 2011       | Toronto             | Canada             | Kool Haus                               |
| Europe           |                     |                    |                                         |
| 8 juin 2011      | Paris               | France             | La Maroquinerie                         |
| 15 juin 2011     | Paris               | France             | Olympia                                 |
| 17 juin 2011     | Milan               | Italie             | Fiera Open Air Arena                    |
| 18 juin 2011     | Rome                | Italie             | Ippodromo Capannelle                    |
| 21 juin 2011     | Tallinn             | Estonie            | Song Festival Grounds                   |
| 23 juin 2011     | Prague              | République tchèque | Festival de la ville de Prague          |
| 25 juin 2011     | Razlog              | Bulgarie           | Festival                                |
| 28 juin 2011     | Arendal             | Norvège            | Hove Festival                           |
| 30 juin 2011     | Borlange            | Suède              | Peace & Love Festival                   |
| 2 juillet 2011   | Sopron              | Hongrie            | Volt Festival                           |
| 6 juillet 2011   | Athènes             | Grèce              | Water Square                            |
| 8 juillet 2011   | Lisbonne            | Portugal           | Festival Optimus Alive!                 |
| 9 juillet 2011   | Bilbao              | Espagne            | Bilbao BBK Live Festival                |
| 13 juillet 2011  | Saint-Pétersbourg   | Russie             | Tuborg Greenfest                        |
| Asie             |                     |                    |                                         |
| 15 juillet 2011  | Bint-Jbeil          | Liban              | Festival international de Byblos        |
| 22 juillet 2011  | Jakarta             | Indonésie          | Java Rockingland                        |
| 24 juillet 2011  | Kuala Lumpur        | Malaisie           | MTV Southeast Asia World Stage          |
| 26 juillet 2011  | Hong Kong           | Chine              | KITEC Star Hall                         |
| 29 juillet 2011  | Manila              | Philippines        | Trinoma Mall                            |
| 31 juillet 2011  | Taipei              | Taïwan             | Twinkle Rock Festival                   |
| Europe           |                     |                    |                                         |
| 12 août 2011     | Nuremberg           | Allemagne          | Arena Nürnberger Versicherung           |
| 16 août 2011     | Belfast             | Royaume-Uni        | Belsonic                                |
| 18 août 2011     | Hasselt             | Belgique           | Festival Pukkelpop                      |
| 19 août 2011     | Lüdinghausen        | Allemagne          | Area 4 Festival                         |
| 20 août 2011     | Großpösna           | Allemagne          | Highfield Festival                      |
| 23 août 2011     | Hambourg            | Allemagne          | Trabrennbahn Bahrenfeld                 |
| 24 août 2011     | Mannheim            | Allemagne          | SAP Arena                               |
| 26 août 2011     | Reading             | Royaume-Uni        | Festival de Reading                     |
| 27 août 2011     | Leeds               | Royaume-Uni        | Festival de Leeds                       |
| Amérique du Nord |                     |                    |                                         |
| 2 septembre 2011 | Highland            | États-Unis         | San Manuel Casino                       |
| 3 septembre 2011 | Las Vegas           | États-Unis         | Chateau Nightclub and Gardens           |
| 4 septembre 2011 | Lake Tahoe          | États-Unis         | MontBleu Resort and Casino              |
| Europe           |                     |                    |                                         |
| 2 novembre 2011  | Riga                | Lettonie           | Riga Arena                              |
| 3 novembre 2011  | Vilnius             | Lituanie           | Siemens Arena                           |
| 11 novembre 2011 | Paris               | France             | Le Zénith                               |
| 12 novembre 2011 | Paris               | France             | Le Zénith                               |
| 13 novembre 2011 | Nantes              | France             | Le Zénith                               |
| 15 novembre 2011 | Bordeaux            | France             | La Medoquine                            |
| 16 novembre 2011 | Toulouse            | France             | Le Phare                                |
| 18 novembre 2011 | Lille               | France             | Le Zénith                               |
| 19 novembre 2011 | Amnéville           | France             | Galaxie                                 |
| 20 novembre 2011 | Lyon                | France             | Le Transbordeur                         |
| 22 novembre 2011 | Montpellier         | France             | Zénith Sud                              |
| 23 novembre 2011 | Marseille           | France             | Le Dôme                                 |
| 25 novembre 2011 | Hohenems            | Autriche           | Event Center                            |
| 26 novembre 2011 | Vienne              | Autriche           | Stadthalle                              |
| 28 novembre 2011 | Frankfort           | Allemagne          | Festhalle                               |
| 29 novembre 2011 | Cologne             | Allemagne          | Lanxess Arena                           |
| 30 novembre 2011 | Anvers              | Belgique           | Lotto Arena                             |
| 3 décembre 2011  | Schladming          | Autriche           | Planai Arena                            |
| Amérique du Nord |                     |                    |                                         |
| 6 décembre 2011  | New York            | États-Unis         | Hammerstein Ballroom                    |
| 7 décembre 2011  | New York            | États-Unis         | Hammerstein Ballroom                    |